# Flå Station
 Ikke at forveksle med Flåm Station.
Flå Station (Flå stasjon) er en jernbanestation på Bergensbanen, der ligger i Flå kommune i Norge. Stationen består af to spor, en perron og en stationsbygning i gulmalet træ, der er opført efter tegninger af Paul Armin Due. Stationen ligger ca. 1 km fra Flå centrum på den modsatte side af Hallingdalselven. Stationen kan desuden benyttes ved besøg i Vassfaret Bjørnepark, der ligger ca. 1,5 km derfra.
Stationen åbnede som holdeplads 21. december 1907, da banen mellem Gulsvik og Geilo blev taget i brug. Oprindeligt hed den Flaa, men stavemåden blev ændret til Flå i april 1921. Den blev opgraderet til station i 1913. Den blev fjernstyret 7. december 1984, og 1. januar 1985 blev den gjort ubemandet.